# 永野修身
永野 修身（ながの おさみ、1880年（明治13年）6月15日 - 1947年（昭和22年）1月5日）は、日本の海軍軍人、教育者。
海軍兵学校28期、海軍大学校甲種8期。最終階級および栄典は元帥海軍大将、従二位勲一等功五級。第24代連合艦隊司令長官。第38代海軍大臣。第16代軍令部総長。海軍の三顕職（連合艦隊司令長官、海軍大臣、軍令部総長）を全て経験した唯一の海軍軍人であると同時に、大戦中に生前元帥府に列された唯一の海軍軍人でもある。
千葉工業大学の創設発案者。A級戦犯の容疑で東京裁判中に巣鴨プリズンで急性肺炎を患い、米国陸軍病院（US Army Hosp）へ搬送され治療を受けたがその後死亡する。

## 経歴

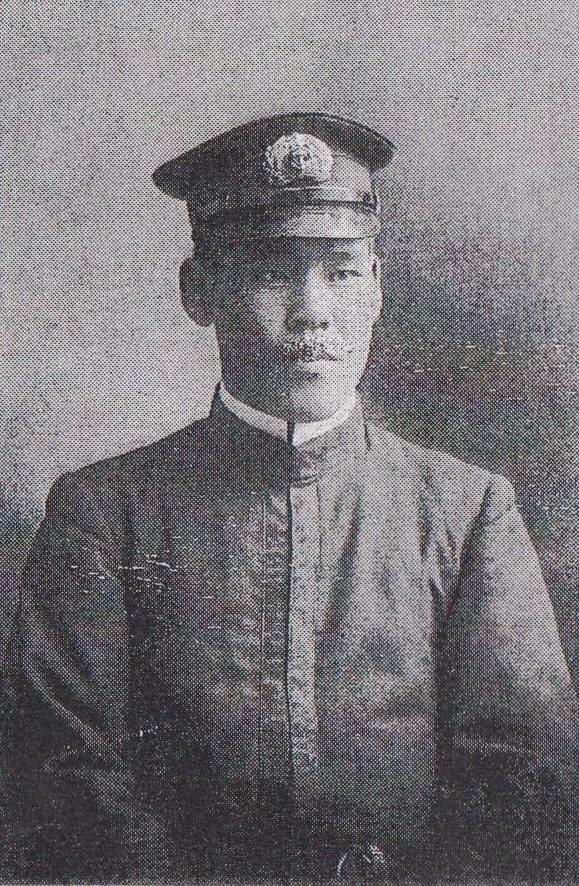
海軍兵学校時代の写真

1880年（明治13年）6月15日、高知県で士族（上士）永野春吉の四男として生まれる。海南中学に入学、吉田数馬、田岡正樹（後の東亜同文書院教授）らの薫陶を受け卒業。若い頃は侠気に満ち、清水次郎長に弟子入りしようとした。1898年（明治31年）、海軍兵学校第28期に116名中2番の成績で入学する。永野は元々政治家か技術者を志しており、東京帝国大学に入学して法科か工科を修めたいと希望していたという。受験日程の関係から腕試しに海軍兵学校を受験したところ合格、周囲の説得もあり後に軍人を志すようになるが、その後も軍事学以外にも日頃から政治や経済、外交、科学など幅広く専門書籍を読み勉学を続けた。1900年（明治33年）12月13日、105人中次席の成績で卒業し、少尉候補生となる。1902年（明治35年）1月18日、海軍少尉に任官。1903年（明治36年）9月26日、海軍中尉に進級。明治天皇の閲兵の際には常に天皇のお供をし、度々、天皇が愛用されていたお召し物、双眼鏡などを直々に賜ったりした。

### 日露戦争
日露戦争では仮装巡洋艦「香港丸」に乗組み後、旅順工作部員名義で重砲隊に転じる。旅順攻囲戦で海軍陸戦重砲隊中隊長として旅順港に逼塞するロシア太平洋艦隊（旅順艦隊）の撃滅に参加。旅順艦隊砲撃で、海軍ではそれほどなじみのなかった観測を用いる間接射撃の実現に貢献し成功させた。
旅順要塞の全体構造から重砲による旅順艦隊砲撃は間接射撃を必要とした。永野は占領した大孤山から着弾地点を観測して無線連絡を取りながら座標補正していく案を重砲隊指揮官の黒井悌次郎大佐に進言し、着弾観測と照準補正連絡のために最前線で陣頭指揮を執り、砲撃を成功させた。この砲撃により、旗艦「ツェサレーヴィチ」及び「レトヴィザン」に命中弾を与え、旅順艦隊を港から追い出すことに成功し、黄海海戦のきっかけをつくった。この海戦によって事実上、ロシア太平洋艦隊は壊滅した。黒井には部下の手柄を横取りする悪癖があり当初は永野の実績も伝えられなかったが、引退後は「永野君の砲座が最もよく撃った」と永野を絶賛するようになった。
1905年（明治38年）1月12日、海軍大尉に進級。第二艦隊第4戦隊副官として5月の日本海海戦に参加。巡洋艦「厳島」砲術長。1908年（明治41年）の練習航海で僚艦の防護巡洋艦「松島」が馬公港で爆沈した際には港内はパニックに陥り混乱を極めたが、永野は冷静に短艇を派遣し、真っ先に救助に着手した。
1909年（明治42年）5月25日、海軍大学校甲種学生拝命。1910年（明治43年）12月1日、海軍少佐に進級。1913年（大正2年）1月10日、アメリカ駐在（ハーバード大学留学）。1914年（大正3年）12月1日、海軍中佐に進級。1915年（大正4年）に帰国し5月より装甲巡洋艦「日進」副長。1918年（大正7年）10月1日、海軍大佐に進級。永野は信念の人物と知られ、海軍省人事局第一課長の際には以下のようなエピソードが残されている。海軍大臣・加藤友三郎に、この懸案は「駄目だ」と一言いわれ、永野は懸案に対し、説明も弁明もすることなく黙ったまま佇立していたという。両者一言もないまま2時間経過後、大臣は「ああ面倒くさい！」というなり押印をしたという。なお、永野は加藤友三郎とも親交があり、後の軍縮会議などでは加藤の考えを理解していた数少ない海軍提督だったという。
1919年（大正8年）11月1日、防護巡洋艦「平戸」艦長。ある時、某砲術長が研究射撃の実施方策を持ってきた。永野は一読して、その方策ではうまくいくまいと思ったが、黙って許可を出した。実施してみると思った通りうまくいかなかった。某砲術長は叱り飛ばされると思って報告に来たが、永野艦長は「君、こうしてやったらどうだ？」と一言いったという。その結果、研究射撃は上々にでき、某砲術長は、今まで艦長がとった処置に感謝と畏敬の念を抱いたという。このことは部下の指導方法に大いに参考になるのではないかと久保田芳雄は述べている。
1920年（大正9年）12月1日、在アメリカ合衆国大使館付武官。1921年（大正10年）10月7日、ワシントン会議全権随員。
1923年（大正12年）9月1日に日本で関東大震災が発生すると、いち早くアメリカ政府やアメリカ海軍に働きかけ、アメリカ軍による救援活動を実現させるなど日米両国の友好のために尽力した。
1923年（大正12年）12月1日、海軍少将に進級。1924年（大正13年）2月5日、海軍軍令部第三班長。12月1日、第三戦隊司令官。1925年（大正14年）4月20日、第一遣外艦隊司令官。1926年（大正15年）軍令部出仕。1927年（昭和2年）2月1日、練習艦隊司令官となる。同年6月30日、軍艦磐手及び浅間を指揮して横須賀を発ち、パナマ運河を抜けニューヨークまで往復する遠洋航海を実施した。遠洋航海中の12月1日、海軍中将に進級。

### 海軍兵学校長

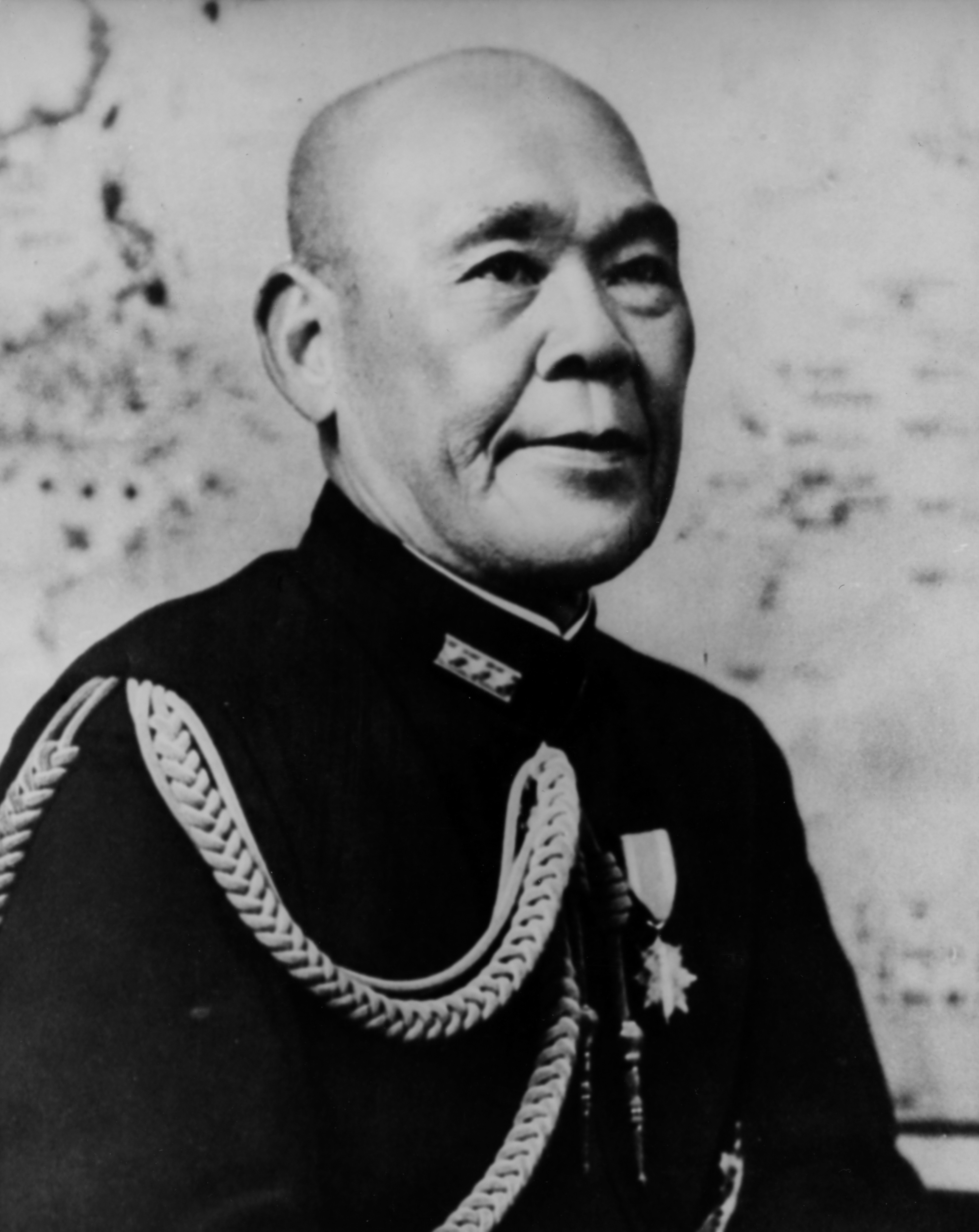
永野修身

1928年（昭和3年）12月10日、海軍兵学校長。兵学校長時代は、伊藤整一とともに自学自習を骨子とするダルトン式教育を採用、体罰の禁止など、抜本的な教育改革を推進した。永野はダルトン教育を導入することで、これまでの受身一辺倒の兵教育を改め、自主性、積極性、創造性を重視し、個々の生徒が持つ才能や資質、専門性を開花させ、自由に伸ばす方向へと転換させようとした。永野がダルトン式教育を取り入れたのは強兵政策のための試みだったとわれている。永野は日本は国土も狭く、資源もなく、一番の財産は人材だと考えていた。その為、優秀な人材を育てることで日本を守ろうと考えていたといわれている。そのため、永野は欧米人が作った教科書をそのまま丸暗記する人材を育てるのではなく、生徒達自身に自由に考えさせ、自発的に学ばせることで、日本の将来を担う人材を育てるために、率先して熱心に教育活動に取り組んでいたことから、生徒達に「永野校長の頭を叩けば、自啓自発の音がする」といわれたという。この取り組みによって向学心溢れる生徒は自ら教官を活用しながら自由に自学自習をし、優秀な人材へと育つ一方、自主性不足の為に何をすればいいか分からずに落ちぶれてしまう生徒をも生むことになり、賛否を生んだといわれている。ダルトン教育の導入は永野が軍令部次長に転じた後に消滅したが、太平洋戦争に駆逐艦長・潜水艦長・隊司令として活躍した55期（吉田俊雄によれば58期から60期）を中心とする永野の教え子たちからは、永野校長時代の兵学校の校風を絶賛する声が大きい。一方、他律的な型嵌め教育を受けていないために任官先の他の期の士官からは上官に対する意見（提案）が多く、理屈っぽく意見が多いと評判が悪かったという。但し、ダルトン教育を受けた者の中には新たな爆撃術の研究開発を行った関衛など数々の有能な人材を輩出している。
大戦中に兵学校長を務めていた井上成美は「一人前の海軍士官を育てるのが兵学校最大の任務で、ある程度型嵌め教育は必要」との立場から永野のダルトン式教育を批判しており、永野が井上校長時代の兵学校を訪れた際に「生徒の前で永野に持論を述べられると困る」との思惑から慣例となっていた生徒向けの訓話を行わせなかった。これは「すぐ現場で役に立つ即戦力としての海軍士官を育てることが兵学校の最大の任務」と考える井上校長と、将来、兵学校の生徒たちが問題や壁にぶつかった時、自らの頭で考え、進んで学習（自学自習）をしながら、問題を解決できる力（行動力や創造力など）を持った人材を育てることが大切だと考えていた永野校長の考え方の違いにあった。以上ように、初級士官として当面の任務遂行に必要な教育を優先する教育を重視したのが井上成美の教育方針であったのに対し、将来の指揮官としての基盤を形成する教育を重視したのが永野修身だった。このどちらを優先するのかという問題は、将校養成教育のジレンマとして海軍内で存在し続けた。
ちなみに海軍反省会などの資料には戦前の日本軍の教育の問題が書かれているが、日本軍では教科書の丸暗記を基本とする教育が中心であったため、日本軍の行動はアメリカ軍に簡単に予測されてしまったという。しかも日本軍の指揮官には創造性や個性がなく、教科書通りの型に嵌った戦法を繰りかえす事が多く、アメリカ軍のように一度失敗した戦法でも見直して対策を練ることはせず、日本軍は何度も同じことを繰り返し犠牲を増やしたとされる。
学校法人玉川学園の小原國芳とは特に仲がよく、自宅に玉川学園の生徒を呼んでは園遊会などを開いたり、学園視察に度々出かけるなど交流を深めていたという。また、自由学園の羽仁もと子などともたびたび日本の教育活動の在り方について意見を交わしている。永野の教育改革を支えた及川古志郎海軍大将の孫・及川郁郎がダルトンプランの創始者ヘレン・パーカーストが来日した際、訪れたことでも知られる明星学園に入学していたこともあり、同学園とも深い交流を持っていた。
1930年（昭和5年）6月10日、海軍良識派の代表的な人物として知られた軍令部長・谷口尚真のもとで、軍令部次長を務めた。1931年（昭和6年）12月9日、ジュネーブ海軍軍縮会議全権。1933年（昭和8年）11月15日、横須賀鎮守府司令長官。1934年（昭和9年）3月1日、海軍大将に進級。11月15日、軍事参議官。
1935年（昭和10年）9月、第四艦隊事件を巡る話し合いではじめてこの永野の様子を見た三代一就は「大きな口をあけて寝ていたが、会議の中盤辺りで、急に目を覚まし、今までの話を聞いていたかのように、鋭いことを発言して周囲を唖然とさせていた。どう凄いのかわからないが、怪物みたいなんですよ」と語っている。11月4日、第二次ロンドン海軍軍縮会議全権。1936年（昭和11年）1月15日、会議において日本の脱退を通告する。
二・二六事件が起きた際には「陸軍を粛正せねば国家遂に危かるべし」と前途の不安を、ある皇族に語っている他、陸軍を粛正するように昭和天皇に直接、働きかけられないか談義を交わしている。

### 海軍大臣

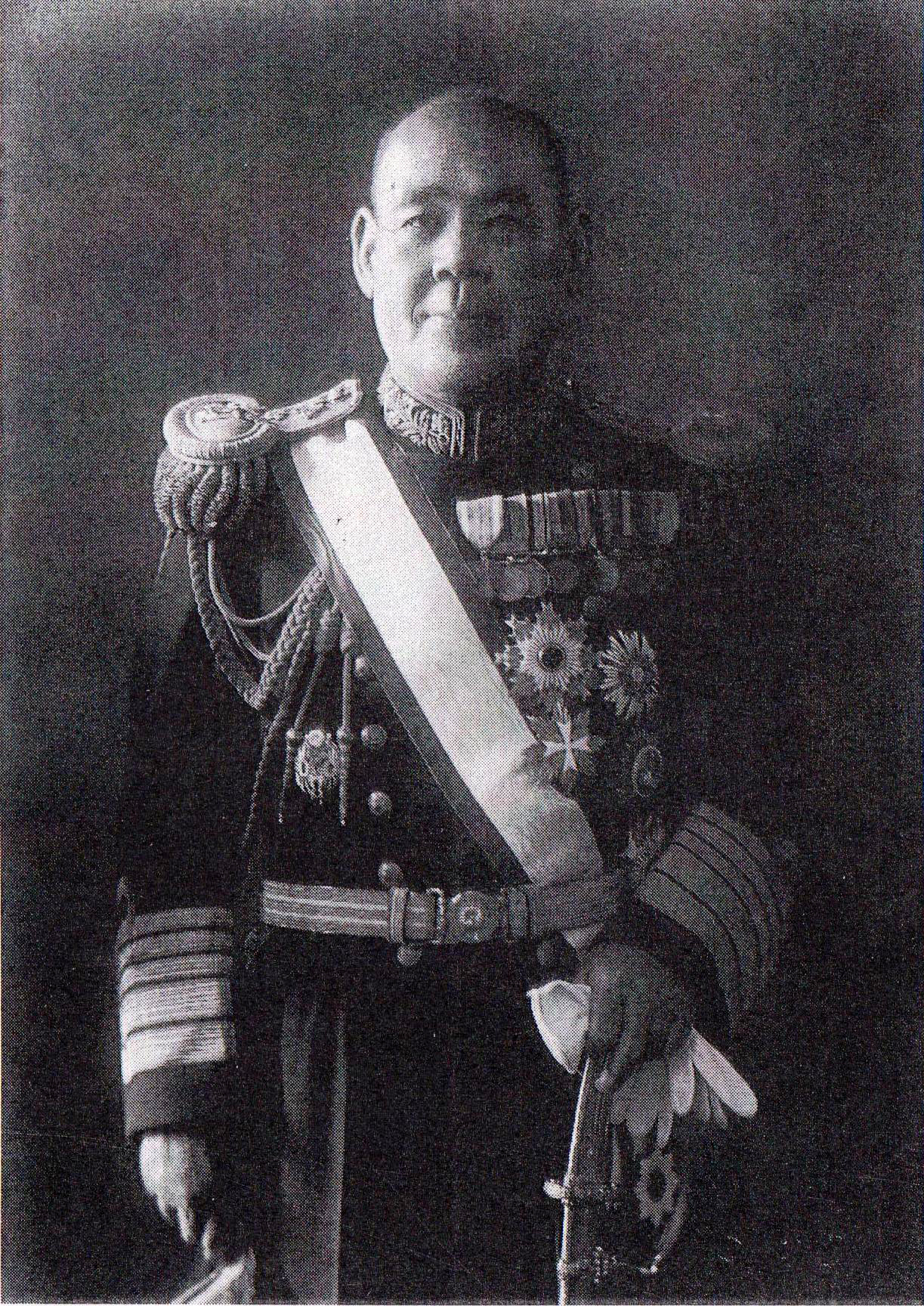
正装姿の写真

1936年（昭和11年）3月9日、廣田内閣の海軍大臣を拝命。「国策の基準」の策定を推進。三国軍事同盟を回避するため、海軍航空本部長に左遷されていた山本五十六を中央に引き戻し海軍次官に据えて、中央の改革を行い、大角人事によって追放されてしまった条約派や軍政畑軍人を再復活させ、後の海軍三羽烏（米内光政・山本五十六・井上成美）の礎を築いた。また、海軍内にあった対立論（大艦巨砲主義論と航空主兵論）の調整を行い、大和型戦艦2隻、翔鶴型航空母艦2隻の建造を提案、予算案を帝国議会において成立させている。
海軍の制度と人事を刷新すると意気込んで部下にその検討をさせた。高木惣吉は軍務局でこの時の制度調査会に参加させられており、岡敬純・神重徳等と共に作業にあたり11月に兵備局の新設を提言するとともに、海軍内部の長年に渡る懸案とされていた兵機一系化についての提言を井上成美にまとめさせた。提言書には、精神主義に傾斜する兵科士官教育を、科学、合理的な教育に改めること、そのためには兵学校を廃止して海軍機関学校に統一するべきことなどがまとめられていたが、永野が改革に乗り出す前に大臣を辞職してしまったため、改革は実現に至らなかった。しかし、1940年（昭和15年）に高田利種少将が制度改革に手をつけた際にはこの時の経験を参考とし、海軍機関学校の一系化などの類似した内容の改革が行なわれている。
また、その時の調査は、後の防衛大学校の創設にも影響を与えている。この時、永野海軍大臣は教育学者の小原國芳の助言を受け、海軍の伝統だったハンモックナンバーによる昇進、役職任命制度を廃止し、能力主義による制度へと改めようとした。しかし、腹切り問答の際に立憲民政党と陸軍の仲裁を試みたものの陸軍は国会を解散に追い込もうと意気込んでいたため先手を打たれ、1937年（昭和12年）2月2日、広田内閣は総辞職に追い込まれた。そのため、永野の制度改革案も提言の際に守旧派の反対に遭ったまま進展せず、同日付で連合艦隊司令長官兼第一艦隊司令長官を拝命。改革を実現する前に、大臣を辞任してしまった。
6月11日の放送では次のような話をしている。

### 軍令部総長

#### 日米開戦まで
1941年（昭和16年）4月9日軍令部総長に補される。開戦前には病気を理由に辞職を考えたが後任に避戦強硬派の長谷川清や百武源吾が就任する恐れがあったため、開戦派の圧力を受けて続投した。ただ、永野も本来は避戦派であり、山本と同様、留学経験・在米武官の経験も長く、軍縮会議などでは各国の将官と討論などをしており、国際関係にもよく精通していた。永野は、軍令部総長に就任すると、軍令部次長を親独派の近藤信竹から米国関係に精通している伊藤整一に変更している。千早正隆は、近藤と永野の性格不一致から永野が近藤を第二艦隊に転出させ、かわりに山本五十六に近い伊藤整一と福留繁を引き抜いたと指摘している。

##### 対ソ開戦（北進論）反対と南進論に関する発言
6月11日の連絡懇談会で枢密院議長・原嘉道や外務大臣・松岡洋右らが、ソ連を討つの好機到来と北進論を陸軍首脳部に訴える中、永野は「仏印、タイに兵力行使の基地を造ることは必要であるとし南部仏印進駐を強く推し、これを妨害するものは、断乎として打ってよろしい。叩く必要のある場合には叩く」と述べた。また、7月21日の連絡会議では、新たに外相に就任した豊田貞次郎から「米国は、基幹物資の貿易禁止、日本の資金の凍結、金の購入禁止、日本船舶の抑留などの政策を実施するだろう」とアメリカが事実上の報復措置を実施すると報告があった。これに対し、永野は、対ソ開戦については絶対反対とした上で「対米戦においては、現在ならば勝利の可能性がある。しかし、その機会は時間の経過とともに薄れる。来年の後半には、米国と戦うのは困難になるだろう。そしてその後の情況は、いっそう悪化する。米国はおそらく、その軍備増強が出来上がるまで引き伸ばし、そして決着をはかってくるだろう。もし我々が戦争抜きで問題の解決が図れるなら、それに越したものはない。しかし、もし我々が対決が最終的に回避できないと結論するのであれば、時間は我々に味方しないことを心得ておかれたい。さらに、もし我々がフィリピンを占領したら、海軍の立場で言えば、戦争の展開をその最初から充分に有利とするだろう」と海軍の立場を説明している。
海軍戦争検討会議記録によるとナチスドイツがソ連に宣戦布告した際、海軍は国際信義に反する行為だとし、日独同盟の破棄を主張したという。しかし、この時外務大臣の松岡や陸軍の一部が対ソ開戦を主張し、大いに困ったとし、永野は日ソ戦争を主張する松岡外相が「永野のいうことは訳が分からぬ。海軍は対米戦争はできるが、対ソ戦争はできぬというが訳が、分からぬ」といって予（永野）を叱った。予は「判らぬのかなあ」と思って、黙っていたと当時のことを回想している。
- 一般的に、この時期の永野をはじめとする海軍執行部は、ナチスドイツの要請を受けて陸軍が進めていた対ソ開戦（「関東軍特殊演習」の記事も参照）を警戒していたともいわれている[誰によって?]。特に、この時期の日本は既にアメリカと緊張関係に入っており、もし背後でソ連と戦争状態となった場合、最悪日本はソ連と米国の2大国を相手に戦争をしなければならなくなる恐れがあった。一部の研究者の中には永野らは、この最悪のシナリオを回避する為に陸軍の動きをけん制し、対ソ開戦を防止することを目的に、積極的に南進論を押したのではないかとする論調もある[要出典]。

##### 南仏印進駐（南進）と米国による石油禁輸
7月30日には昭和天皇に上奏し、海軍としては対米戦争を望んでいないこと、しかし三国同盟（アメリカを仮想敵国とした条約）がある限り、日米交渉はまとまらず対立関係に入ること、日米交渉がまとまらなければ石油の供給を絶たれること、国内の石油備蓄量は2年、戦となれば1年半しかもたないことを述べた上で、この上は打って出るしかないと戦争決意について述べた。しかし、勝算を問われると、自己の見解として「書類には持久戦でも勝算ありと書いてあるが、日本海海戦のような大勝はもちろん、勝てるかどうかも分かりません」と率直に述べた。
そのため、昭和天皇の目には永野は頼りない人物に映り、永野も信任を得ていない旨を自覚していたという。この原因には健康状態が優れないこともあり、永野（と海軍大臣であった及川古志郎）の更迭が秋口まで水面下で画策され、首相の近衛文麿、岡田啓介などがそれを支持した。そうした密議に関わった豊田貞次郎は、軍令部総長が国策に関わるのは大本営政府連絡会議のときだけで閣議への出席はしないことを示し、「海相さえしっかりしていれば総長など物の数ではない」と述べ、海相更迭を重視した。豊田は永野の真意を知っており、永野の態度は有事への備えの上でも日米交渉を行う上でも抑止力として有効に機能しており、問題は機能を果たさなくなっていた及川海軍大臣にあると考えていたが、実際は統帥権の独立により総長の政治的影響は大きいものがあった。結局永野に総長の座を禅譲した伏見宮博恭王の了解を取り付ける見込みがたちそうにないことや軍令承行の制約などから、総長・海相更迭案はともに消えることとなった。
一方、この7月30日の永野上奏については、日華事変以来悪化の一途を辿っていた日米関係を改善させるための第一歩であり、三国同盟を解消して日米交渉をまとめない限り、難しい戦争をしなければならなくなることを、昭和天皇に伝えることで、同盟問題を閣議に上げようにとしたのではないかという説も最近の研究で出てきている。

##### 支那事変解決と日米戦争の回避に向けた模索
8月頃には北進論は、アメリカによる石油禁輸による影響から完全に影を潜めた。陸軍は年内の北進を実行に移すことを諦め、外交交渉の可能性も言及しつつも、来年の北進に備えて南方資源地帯の確保を視野に入れはじめた。これに対し、永野は、日米両国間の最大の懸案となっている日華事変の早期解決を実現するため、援蒋補給路遮断を目的とした昆明封鎖作戦を昭和天皇に上奏するが、海軍の一連の動きを知った陸軍参謀総長・杉山元と内大臣・木戸幸一の働きによって3日で葬られてしまった。援蒋ルート（ビルマルート）の中継基地となっていた昆明を封鎖することで、日本の外交優位を作り、支那事変講和のための糸口を作ろうとしたのではないかと推察している。
また、海軍戦争検討会議記録によると、近衛文麿首相は日米関係の修復のために打ち出したルーズベルトとの直接会談の実現させようとしたが、海軍はこれを全面的に支援し「新田丸」を用意して開戦の日まで電信員を配し戦争回避のための道筋を探っていたという。

##### 対米戦覚悟までの葛藤
永野はあくまで軍人は極力政治に関わるべきでないと言う信条を持っており、政府に対して、役職柄海軍の代表者として海軍の実情について報告はするものの、政府が決めた方針について賛成も反対もせず、日米戦開戦の時も回避のための行動は公には見られなかった。この永野の姿勢には6月初旬に日蘭会商からの石油の供給が完全に停止されたという海軍の実情も反映しているともいわれている。1939年（昭和14年）以来、アメリカからの経済的制裁を受けるようになっていた日本は石油などの不足資源の多くを蘭印からの輸入に頼っていた。6月5日に海軍省で算定した結果によると日本国内には1年半～2年分しか石油備蓄がなく、このことは海軍の軍令を司る立場にあった永野にとって死活問題だった。また、一部報道では過激な開戦派によるクーデターとそれに伴う国家の暴走を警戒していたともいわれている。7月30日、ABCD包囲網について昭和天皇から意見を求められた際には、海軍としては対米戦を決断するならば早期に開戦をした方が有利と奉答している。その手段として、日米交渉が決裂した場合に備え、連合艦隊司令長官だった山本五十六が進めていた真珠湾攻撃作戦を採用した。山本のハワイ作戦については、その投機性の高さから軍令部内では反対する意見が根強くあった。当初、永野自身もアメリカとの戦いについては南方資源地帯の確保と本土防衛を主軸とした漸減邀撃作戦を構想しており、太平洋まで出てアメリカと直接対決する想定しておらず、「余りにも博打すぎる」と慎重な態度を示した。しかし、山本が本作戦が通らなければ連合艦隊司令部一同が総辞職すると強く詰め寄ったため、11月5日、最終的に永野が折れる形で決着した。
『帝国国策遂行要領』が陸海軍中央の折衝を重ねて起草され、9月3日、大本営政府連絡会議にて決定された。最初、海軍案では「戦争ヲ決意スルコトナク」という文字があったが、これに陸軍が難色を示し、戦争決意の文字をいれるように強く迫った。海軍は苦慮し「戦争ヲ辞セザル覚悟ノモト二」とニュアンスを若干緩める形で会議はまとまった。一方で永野は、木戸内大臣の執務室を訪れ、対英米戦の施策について説明したという。鳥居は、軍令部総長の異例の訪問は帝国国策遂行要領から対米戦決意の文字を抹消するため、内大臣の協力を求めたのではないかと推察している。この時期、永野はアメリカという国を知る者として、軍事的外交の専門家として、会議の場では常に決まったいくつかの助言している。まず、中途半端な態度で臥薪嘗胆をして交渉を長引かせたとしても何の解決にもならず、軍事、外交上、日本の立場を不利にするだけであること、臥薪嘗胆で行くなら腹を据えてアメリカに譲歩するつもりで挑んだ方が良いこと、戦うなら今以外に戦機はこないこと、ただし、海軍としては戦った場合、国力の問題から2年以後は戦う自信がないことなどである。また、首相と外相には開戦に至らない様にする覚悟と勇気が政府にあるか言明を求めていた。9月5日に、永野が首相の近衛文麿、陸軍参謀総長の杉山元とともに参内して昭和天皇に『帝国国策遂行要領』の説明をした際、杉山が「（対米英蘭開戦の場合）陸海軍での研究の結果、南方作戦は約5か月で終了の見込み」と述べたところ、天皇がその根拠について強い疑念を示した折に、永野は勝算はあるとして「短期の平和後に国難が再来しては国民は失望落胆するため、長期の平和を求めなければならない」と答えた。その後、9月6日の御前会議にて『帝国国策遂行要領』は付議され採択された。
会議後、永野は統帥部を代表する形で「戦わざれば亡国と政府は判断されたが、戦うもまた亡国につながるやもしれぬ。しかし、戦わずして国亡びた場合は魂まで失った真の亡国である。しかして、最後の一兵まで戦うことによってのみ、死中に活路を見出うるであろう。戦ってよしんば勝たずとも、護国に徹した日本精神さえ残れば、我等の子孫は再三再起するであろう。そして、いったん戦争と決定せられた場合、我等軍人はただただ大命一下戦いに赴くのみである」と語った。
11月1日に行われた連絡会議で、最後の国策方針を決める際、首相・東條英機が慣習に沿って、これまでに挙げられた
の3案の他にないかと出席者に尋ねた。この時、永野は、第4案として「日米不戦」を提案。この際、陸海軍は矛を収めて政府に協力し、交渉だけで問題を解決する方針を提示した。これに対し、東條は「交渉条件を低下させることはできない」とだけ述べ、第4案はボツとされた。因みに東條は、日米開戦の焦点となった支那駐兵問題については撤兵には絶対反対の姿勢をとっており、同じく陸軍統制派の杉山元や木戸幸一と連帯関係にあった。
第1案に賛成したのは外務大臣・東郷茂徳と大蔵大臣・賀屋興宣だけだった。これに対し、永野は政府が武力発動を放棄して外交だけで問題を解決することを言明しない以上、責任はもてないとして第1案には反対した。この時、既に米国政府は日本本土に対する先制攻撃作戦を許可していた。海軍は、日本周辺に大量のB-25をはじめとする爆撃機が配備されつつあること、来年初頭には米陸軍の戦力配備が完了し、打つ手がなくなることをつかんでいた（フライングタイガースを参照）。永野は、幕末の薩英戦争や下関戦争などに見られるように統制が利かない日本が主戦派主導のもと戦機を逸脱して日本各地で戦闘を実施し、なし崩し的に先の見えない戦争（本土決戦）が勃発していくことを恐れていたという。第2案に賛成する者はなく。陸軍は作戦準備のため、第3案を選択。結果、東條内閣（政府と統帥部）の方針は第3案「戦争決意の下に、作戦準備の完整と外交施策を続行し妥結に努める」に決まり、外務省が出した乙案を基に日米外交が一方で行われることになり、国策方針が決定した。
11月3日に杉山元と列立して作戦計画について昭和天皇に報告した。この時、天皇が作戦（真珠湾攻撃）の決行日について尋ねられた際、永野は開戦予定日を、日本時間で答えるミスを犯している。
11月13日、日本の行く末を心配した高松宮が保科善四郎中将（海軍省兵備局長）に開戦後の予想を尋ね、勝算なし、特に航空に関してはまったく勝算なし、と中将が答えると、高松宮は軍機を破って燃料不足を理由に、昭和天皇に開戦慎重論を言上したという。それを聞いた昭和天皇は「高松宮から聞いた話では、どうも海軍は手一杯だという。できるならば日米の戦争は避けたいようだが、いったいどうなのだろうか」と木戸内大臣に不安を相談した。これを受けた木戸内大臣は「今度のご決意は、いちど聖断あそばされれば、後へはひけない重大なものでありますゆえ、少しでもご不安があれば、十分念には念を入れて、ご納得のゆくようにあそばされねばいけないとぞんじます。ついてはただちに海軍大臣、軍令部総長をお召しになり、海軍の真の腹をお確かめいただき、そのことは首相にも隔意なくお話になっていただきたいと存じます。」との助言を述べ、首相の東条英機、軍令部総長の永野修身、海軍大臣の嶋田繁太郎を急遽呼んで事情を聞いたという。昭和天皇は「いよいよ時期は切迫して矢は弓を離れんとしておるが、いったん矢が離れると長期の戦争となるのだが、予定通りやるかね」と訊ねたのに対し、東條は長々と戦争決意を語った。一方で永野は、この時「いずれ明日詳細奏上すべきも、大命降下あらば予定通り進撃いたします」とだけ語り、「我が機動部隊は単冠湾を出撃し、真珠湾の西方1800マイルに迫っております」と奉答したとされる。これに対し、昭和天皇は「大臣としてもすべてよいかね」と聞くと、嶋田大臣は「物も人もともに十分の準備を整えて、大命降下をお待ちしております」と答え、天皇がさらに「ドイツが欧州で戦争をやめたときはどうするかね」と尋ねると、嶋田大臣は「ドイツは真から頼りになる国とは思っておりませぬ。たとえドイツが手を引きましても、さしつかえないつもりです」と返答したとされる。

##### 大命降下と作戦発動
翌12月1日の御前会議の結果、日本は太平洋戦争（大東亜戦争）を決意し、昭和天皇によって大命が下された。戦後、米内光政は、武見太郎に「まさか海軍は勝てると思っていた訳ではないですよね」と尋ねられると「軍人は一度大命を受ければ戦わねばならぬのです」と答えている。ちなみに、昭和天皇は、戦後「私は立憲国の君主としては、政府と統帥部との一致した意見は認めなければならぬ、もし認めなければ、東条は辞職し、大きなクーデタがおこり、かえって滅茶苦茶な戦争論が支配的になるであろうと思い、戦争をやめることについては、返事をしなかった」と述べている。永野総長は軍機を破った高松宮を処罰することはしなかった。戦後、千早正隆が高松宮に当時の心境を尋ねると、戦争回避は難しいと知りながらも「真相を申し上げるのは直宮（じきみや）としての責務である」と語っている。
12月2日に再度参内しZ作戦他の作戦開始日を12月8日とする裁可を得た際は、「武力発動の時機を十二月八日と予定しました主なる理由は、月齢と曜日との関係に因るもので御座いまして、陸海軍とも航空第一撃の実施を実施を容易にし且つ効果あらしめますためには、夜半より日出頃まで月のあります月齢二十日付近の月夜を適当と致します。また海軍機動部隊のハワイ空襲には、米艦艇の真珠湾在泊が比較的多く且つその休養日たる日曜日を有利と致しますので、ハワイ方面の日曜日にして月齢十九日たる十二月八日を選定致した次第で御座います。もちろん八日は東洋におきましては月曜日となりますが、機動部隊の奇襲に重点を置きました次第で御座います。……」と説明した。
吉田俊雄は、永野は事前には真珠湾攻撃に反対していたが、ハワイ奇襲が南方進攻と連動した第一段作戦であって、第2段作戦では従来型の艦隊決戦を行なうつもりであり、研究の第一人者が自信をもっていたからこそ認めた旨を述べた。

#### 太平洋戦争

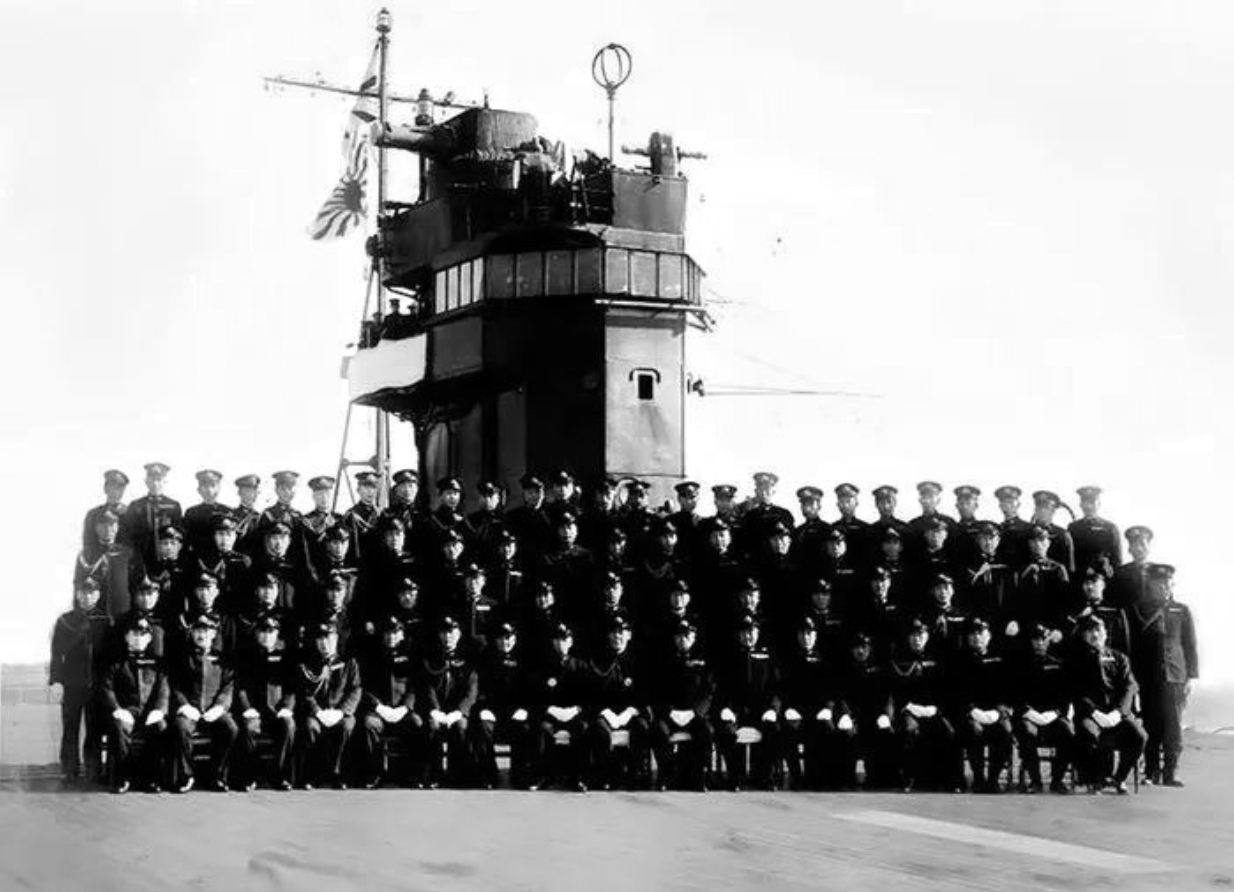
真珠湾攻撃後に呉に寄港した際の空母赤城艦上での海軍首脳の集合写真（永野修身海軍軍令部総長、山本五十六聯合艦隊司令長官、南雲忠一機動部隊司令など）

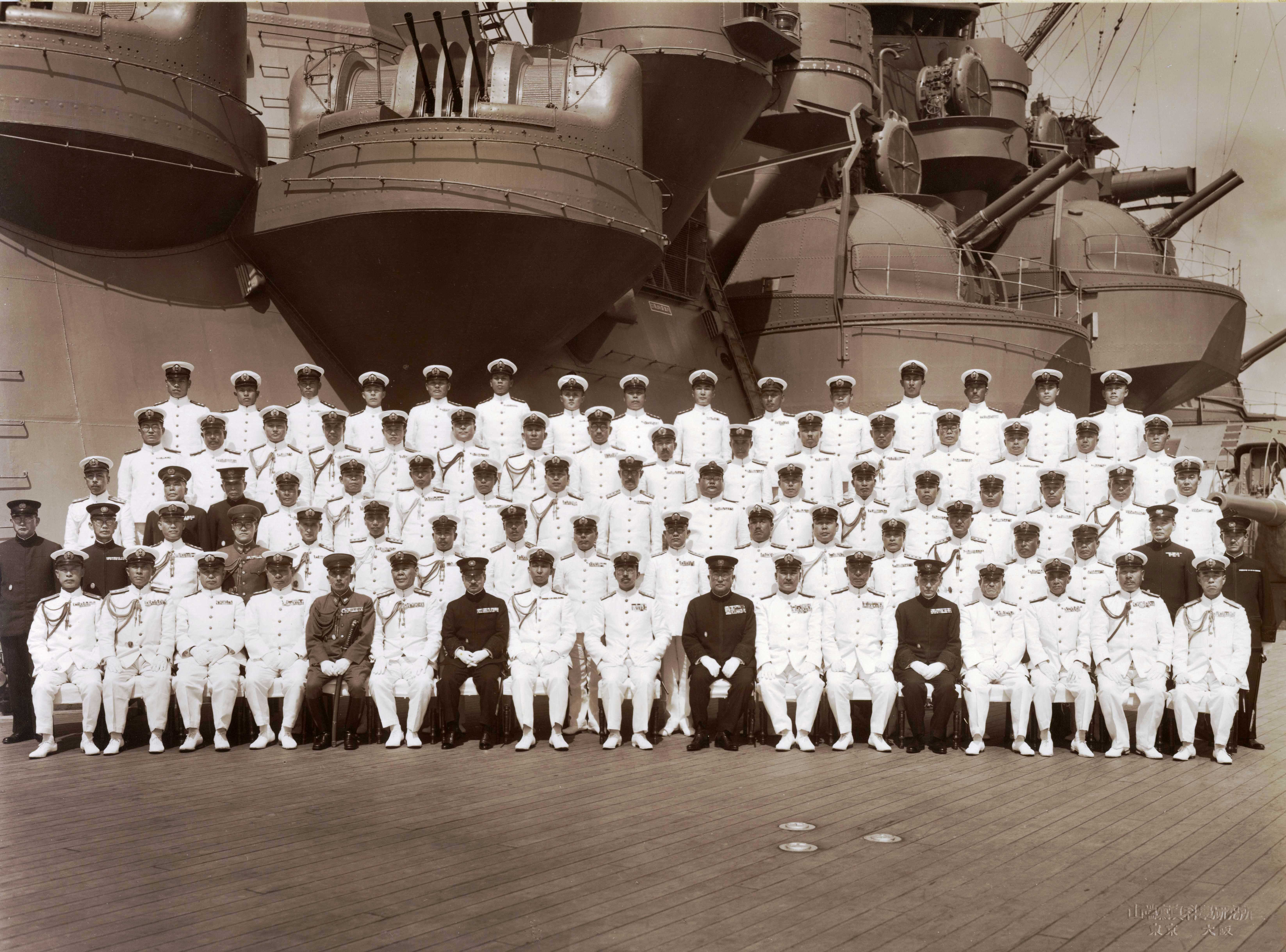
昭和天皇戦艦武蔵行幸時の記念写真

太平洋戦争開戦劈頭は12月8日の真珠湾攻撃から帰還した兵士達の戦果を労ったり、訓示した際には涙を見せたという。それを見た反戦派軍人は「軍令部総長は年を取りすぎた」と嘆く者もいたが、永野がどういう意味で涙を見せたのかはわかっていない。大戦に突入後、連合艦隊司令長官の山本五十六海軍大将は自らの主張が叶わなかったこともあり、強く中央に反発、独断的な態度をとるようになった。このため、永野は、山本を諭すのは難しいと判断、現状をよく理解していた山本連合艦隊司令長官と伊藤整一軍令部次長以下に任せ、戦死者の墓碑銘を書く日が多かったと言われている。
1942年（昭和17年）5月15日には東久邇宮稔彦王や小原國芳をはじめとする有志らと共に、興亞工業大学（興亜工業大学と表記される場合もある。現在の千葉工業大学）を玉川学園内に創設。同校は、明治維新以来の欧米化政策などによる西洋を模倣した偏知教育（エリート教育）を改め、人間本来の性に適したる教育を建て直し、国家を担い世界文化に貢献する人材の養成を行うため、各有志らが明治から昭和期にかけて教育界で培ってきた経験則と江戸時代までの教育理念（主に吉田松陰の松下村塾・広瀬淡窓の咸宜園・上杉治憲の興譲館の精神）を融合させた教育機関を目指して創立された。その大学内の空気は戦時下としては珍しく、自由な環境だったとされ、講義では敵性語として禁止されていた英語教育をはじめ、国定科目からはずされていた中国古典や音楽、道徳などの教養科目の授業が戦時中一貫して続けられるなど学問の自由が保障されていたという。また、制服は帝大の様な学生服に黒マント、白線帽姿ではなく、紳士服姿（背広にネクタイ）で、小さい紳士を育てるためのマナー教育が実施されていた。
海軍反省会によると、永野は戦争不可避という状況下で、苦心しながら作戦指導に当たったとされる。しかし、後に一般公開された海軍反省会による海軍関係者の証言などによると、実際に戦ってみた感想が述べられており、日本軍の兵器の殆どが欠陥品・粗悪品 で、明治以来の日本の技術教育は近代化を焦る余り、欧米の技術の模倣で終わってしまっており、欧米列強の基礎技術に裏打ちされた独創性・精密性に溢れる技術力とのレベルの差は歴然としていた上、潤滑油として機能していた明治の元勲たちの亡きあとの明治の欠陥憲法による制度上の問題と明治以来の教育によって生み出されたセクショナリズム化の為、陸海軍を統制出来る役職、あるいは調整できる人材が存在せず、単に海軍という一組織、一軍人の技量だけで大局的な総力戦の勝敗を決するのは困難を極めたという。一方で、永野は万が一に備えて興亜工業大学を創設、日本再建のために優秀な日本の若者を温存するための処置をとっていた。興亜工業大学とその所属学生は、大戦期を通じ（国への奉仕・戦争一辺倒の時代において）他の高等教育機関（大学や軍学校）とはまったく異っており、世俗からは極力隔離され、国家枢要を担う人材、世界文化に貢献する人材を養成するための中枢機関となるよう物心共に特別な配慮がなされていた。
現在においても哲学の講義ではカント哲学と西田哲学が重要視されている。
ミッドウェー海戦の惨敗について、昭和天皇から「これ（ミッドウェー敗北）により、 士気の沮喪を来たさないように注意せよ。なお、今後の作戦は、 消極退嬰とならないようにせよ」と注意を受ける。また、この時、山本五十六連合艦隊司令長官から永野修身軍令部総長宛にミッドウェー作戦の敗戦の責任は自らにあるという内容の書簡が送られたが、焼却処分されたという証言がある。
1943年（昭和18年）5月16日、インド独立の為に来日したスバス・チャンドラ・ボースと面会。

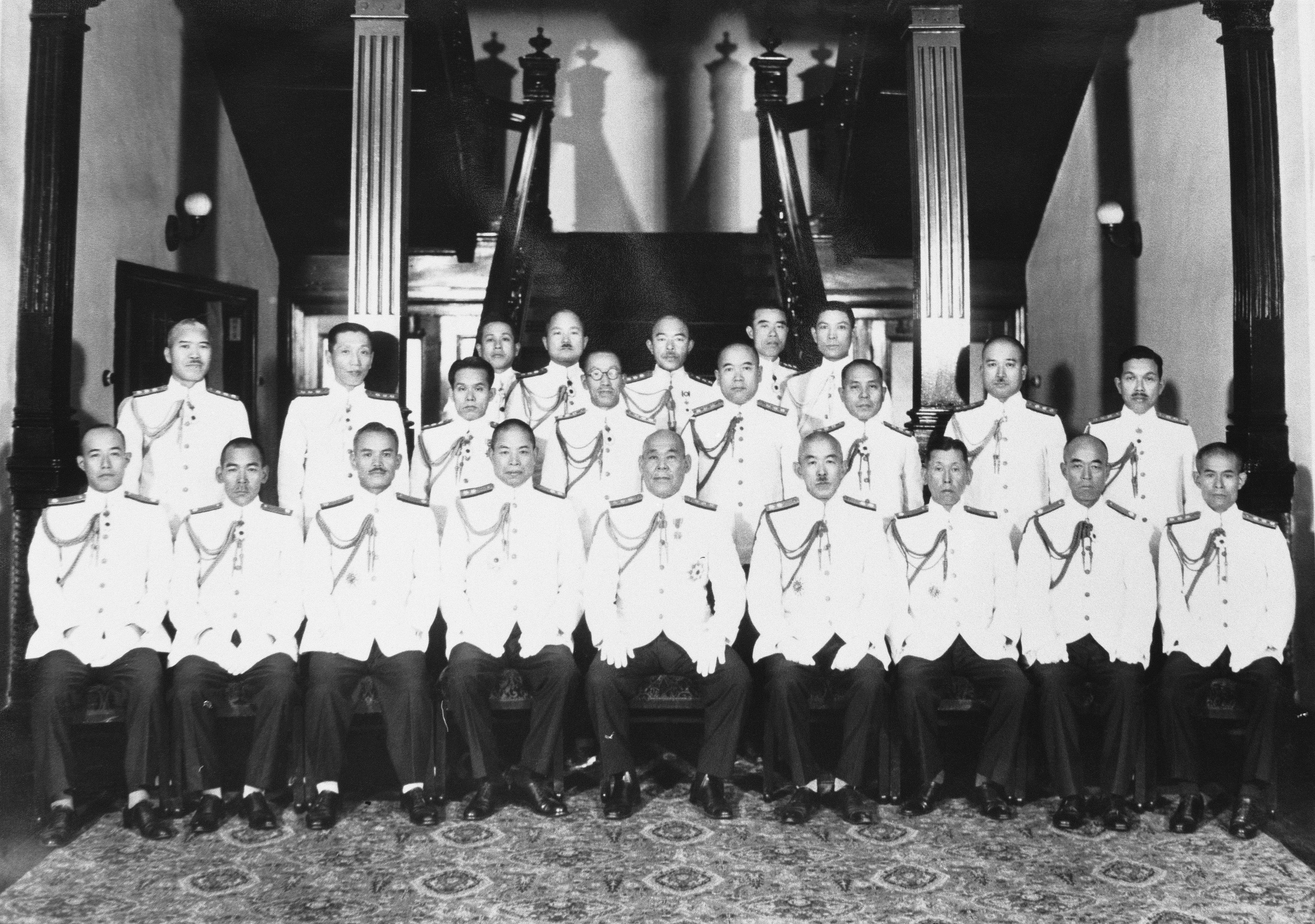
列元帥府祝賀会記念写真

6月21日、元帥府に列せられる。1943年9月、陸軍の押しで絶対国防圏構想が陸海統帥部の間で纏まろうとしていた際（同30日御前会議で裁可）には、参内した折、同構想の後方要線の防備が手付かずであることを理由に、従来通りマーシャル沖での決戦方針を堅持することを主張した（ソロモン諸島に大量の戦力をつぎ込んでいた事もあって、絶対国防圏構想への反発は連合艦隊司令長官・古賀峯一などをはじめこの時期の海軍内では一般的な見方のひとつであった）。昭和天皇は永野の意見を陸軍との調整が取れていないものとみなし、それまで陸海軍で会議を重ねた事を指して「なんのために、あれだけやったのか」と立腹した。ただ、陸軍が主張する絶対国防圏の要であるグアムやサイパン島などの島々は戦前の条約によって防備化が遅れており、戦略上、前線基地であるソロモンを即放棄するわけにもいかなかったという。
11月5日から11月6日にかけて東京で大東亜会議が開催される。12月、黒木博司中尉と仁科関夫少尉から「人間魚雷」の提案があったが、永野総長は｢それはいかんな｣と却下した。
南方方面及び中部太平洋方面の米反攻に伴い海軍部内では海軍のみが戦闘をしているという考えが強くなり、連合艦隊長官・古賀峯一は、海軍大臣・嶋田繁太郎と永野に対し陸兵力の同方面進出をたびたび要求するが、困難であり、二人への不満は高まっていった。1944年（昭和19年）2月、来年度航空機生産に対するアルミニウムの配分で海軍の要求が通らず、大型機の多い海軍は陸軍より航空機を生産できなかったため、嶋田、永野に対する不満はさらに高まった。2月19日、嶋田は責任上辞任を考慮し、海相後任を豊田副武大将、軍令部総長後任を加藤隆義大将にする意向を東條英機に伝えるが、東條の参謀総長兼任の決意を知った嶋田がその決意と趣旨に賛同して、伏見宮博恭王元帥の支持を背景に永野を更迭し、自身が軍令部総長も兼任する決心をした。
2月21日、永野は軍令部総長を辞職。軍令部の大井篤によれば同時に辞任した陸軍参謀総長・杉山元と合わせ、既に長老ぶりの弊害を自認していたかのような状態だったという。副官の吉田俊雄にも「年をとり過ぎていたよ」と述べた。
6月25日、サイパン陥落に伴う今後の作戦方針を決める元帥会議に参加。11月20日頃、神雷部隊を視察。隊員に賛辞を送り絶句慟哭する。

### 東京裁判

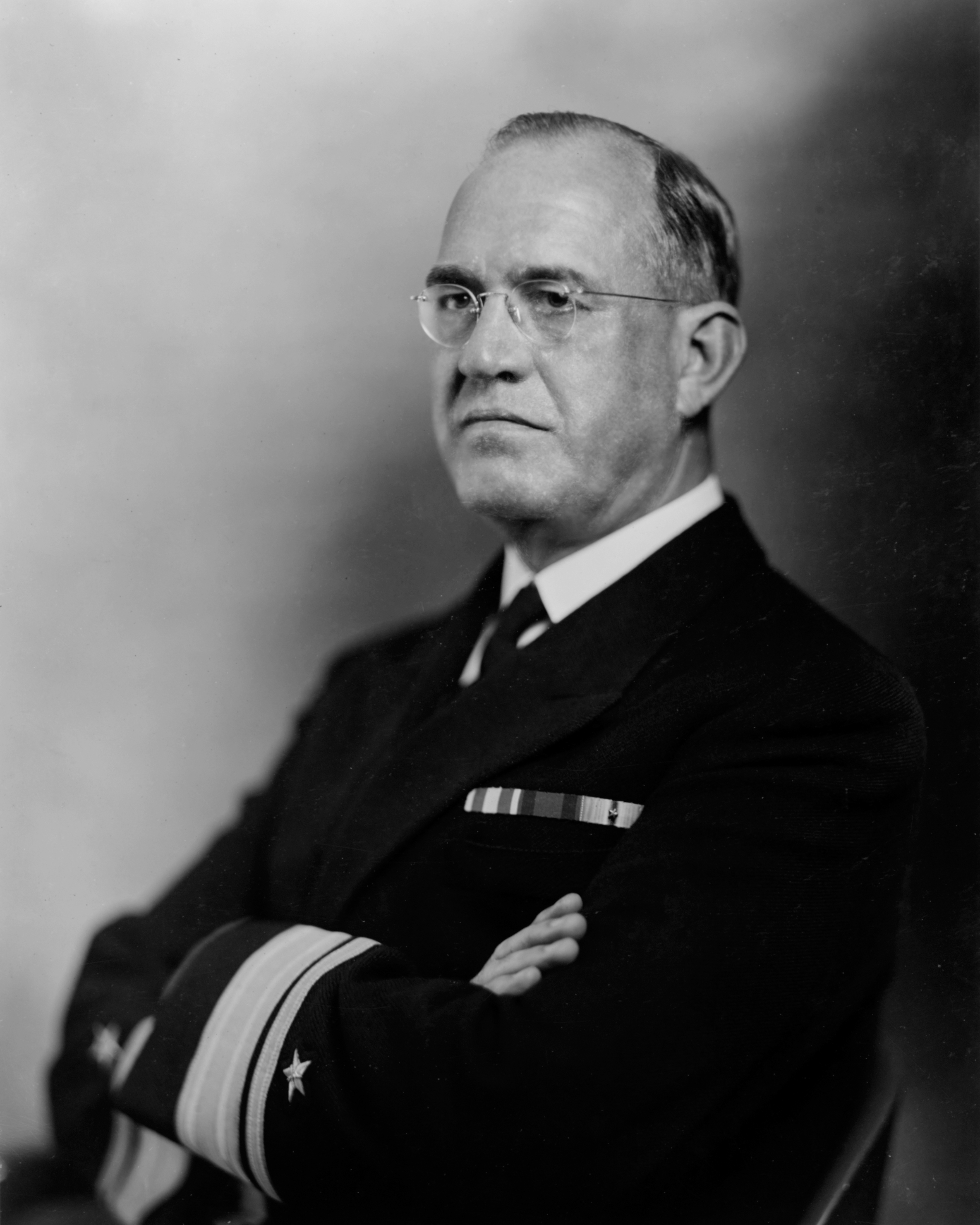
ジェームズ・リチャードソンアメリカ海軍大将(元アメリカ合衆国艦隊司令長官)

1945年（昭和20年）8月14日、ポツダム宣言を受諾するにあたって昭和天皇が元帥府の意見を聴取した際、「皇室の安泰は敵側において確約しあり、大丈夫」との天皇の所信を伝えられ、これに従った。その後、身辺整理を終え遺書まで書いて自決をしようとするも、海兵同期で、親友の左近司政三に「生きることこそあなたの責任だ」「責任者がこんなにどんどん死んでしまって誰が陛下を戦犯からお守りするのだ、貴様は辛いだろうが生きていろ」と諭され自決を思いとどまった。
このことについて、後に地獄の中国戦線から引き揚げてきた親類（永野の義弟・岩谷龍一郎氏は補充兵として一兵卒で中国戦線に送られた。永野元帥の口利きでもう少し楽な地位が約束されるだろうと考える者もいたそうだが、岩谷氏は「永野という人間はそういうことをする人間じゃない。それはおれ自身も許さない。招集後永野に会ったことがあるが、その気持ちは以心伝心で分かり合えたよ」と証言している）が「無事で会えるとは、思いもよらなかった。あなたはとうに割腹して果てたものと信じていた」と述べると、永野は「君のことだからきっとそう言うと思ったよ」と静かに答え「敗戦後当然の如く腹を切るつもりでいたがね。あんまりいろいろな人が自決するものだから考えが変わった。自決の流行に乗るのはまずいんじゃないかと思ったよ。戦争が負けた責任はおれにある。みんなおれの責任だ。最後まで生きて部下のために弁明してやろうと決めた」と語ったという。しかし、続けて「アメリカはおれに弁明のチャンスを与えない。すぐ起訴してしまった」「容疑者ではないんだ。おれは軍令部総長という肩書で最初から戦犯なんだ。囚人なんだよ」「わかったか、龍一郎」と悲しげに述べたという。日本が自衛戦をした正当性を主張するため、そして部下たちの名誉を守るために軍人として恥を忍んで生き延びた永野の願いは裁判でも生かされず獄死してしまう。永野の死の知らせを聞いた岩谷氏は涙を流したという（永野美紗子『海よ永遠に 元帥海軍大将永野修身の記録』　南の風社。41頁）。
8月15日、終戦。12月22日から第二復員省（旧海軍省）で行われた海軍戦争検討会議記録に参加すると共に、昭和天皇への訴追回避させるため、開戦当時の海軍トップを集め、天皇の責任を回避するための想定問答集の策定を行った。
米国戦略爆撃調査団が永野に質問を行なった際、その中には、なぜ日本海軍は無差別潜水艦作戦を実施しなかったのかという潜水艦の用兵に関する質問があった。永野は戦争中海軍の軍令の最高責任者を長く務めたにもかかわらず「残念ですが、私は潜水艦については詳しく知りません」と陳述した。
アメリカをはじめとする戦勝国に真珠湾作戦を許可した責任を問われ、A級戦犯容疑者として極東国際軍事裁判に出廷すると永野は裁判中、自らにとって有利になるような弁明はせず、真珠湾作戦の責任の一切は自らにあるとして戦死した山本五十六に真珠湾攻撃の責任を押しつけようとはしなかった。また、真珠湾攻撃について記者に訊ねられても「軍事的見地からみれば大成功だった」と答えるなど最後まで帝国海軍軍人として振舞った。この裁判での姿勢を見たジェームズ・リチャードソン米海軍大将は真の武人と賞し、被告席にいた永野に「あの雄大な真珠湾作戦を完全な秘密裡に遂行したことに対し、同じ海軍軍人として被告永野修身提督に敬意を表する」と伝えた。また、ある米国の海軍士官が永野に質問した際、彼は「この後、日本とアメリカの友好が進展することを願っている」と述べたとされる。
裁判途中の1947年（昭和22年）1月2日に外気がまともに吹き込む独房での居留を強いられた（吹き込む外気を防ぐための措置までも妨害されており、担当者がこの件で懲罰を受けていない以上、GHQ司令部側による危害を意図した措置であると言える。）結果、寒さのため急性肺炎にかかり巣鴨プリズンから米国陸軍病院（US Army Hosp）（現聖路加国際病院）へ移送後、同病院内で1月5日に死去した。
元外務大臣重光葵は、永野の死を悼み「元帥の 居眠りついに さめずして　太平洋の 夢路たどらん 」と詠んだ。
永野の死後、永野家に訪れた見舞い客の中には「死刑よりも、病死の方が家族としては楽でしょう」と声を掛ける者もいたが、これを聞いた永野の妻は「夫が戦犯として生き延びたのは、海軍の指導者として日本が戦った正当性を明らかにするため。それができずに死んだ夫のことを思うと、これほど残酷な死はない」と腹を立てていたという。
享年66。墓は東京都世田谷区奥沢7丁目の浄真寺 と高知市の筆山墓地にある。
1978年（昭和53年）、戦死ではなく病死ではあったが、A級戦犯として絞首刑に処せられた東条英機らと共に法務死として靖国神社に合祀された。
東京裁判の際、永野の弁護を務めたジョン・G・ブラノン弁護人は裁判自体の不合理もさることながら、個々の戦犯容疑についても永野元帥の無実を確信していたという。永野元帥は獄中にかっ血した際、多くの日記や資料をブラノン氏に渡したという。1961年（昭和36年）、日本を再訪したブラノン氏は遺族に面会し「あなたがたのお父様はあの裁判に連行されて来るような方ではなかった。ナガノは無罪だ」と述べたという（永野美紗『海よ永遠に 元帥海軍大将永野修身の記録』　南の風社。56頁）。

## 人物

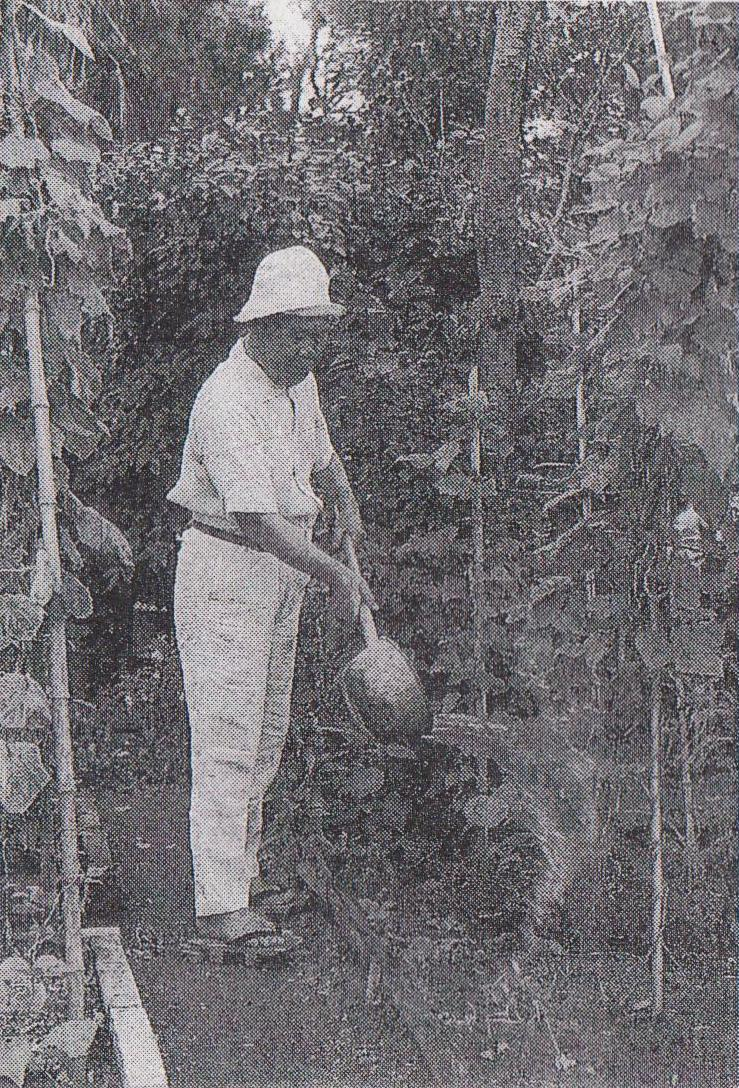
石川台の自宅で畑仕事をする永野修身

- 総長時代の副官を務めた吉田俊雄によれば、海軍内でも常に指揮官先頭で、創意と意欲の塊と言われていたという[21]。
- 中澤佑中将は永野を「天真爛漫で物事に捉われず、実にのびのびとした人材で、武将というより政治家、政将と申した方が適評」「細々としたことには口出しせず、大綱を把握して細目はすべて部下に一任するという性格の方で部下が計画を提出する際、意に満たないことがあると必ず意見を述べられ、かつ自分の対策を明示された。この点は同提督の特長であり、私の敬愛するところでありました」という[22]。
- 当時の新聞記者の回想によると見た目とは異なり、性格は温和で、権威主義が優先されていた当時の日本としては珍しく、国籍や身分、性別などを問わず、分け隔てなく人と接する完全人格を備えた人物だったという。
- 永野は大の親米派で、駐米勤務時代には「軍人でなければ、（アメリカに）住み続けたい」と話していたという。
- 海軍部内でのあだ名は、男女川（みなのがわ）で、その由来は永野の容貌が第34代横綱男女ノ川登三の魁偉な容貌に似ていたため名づけられたもので古賀峯一も大戦中の私信で永野のことを「男女川」と記している。
- 愛犬家であり、園芸を趣味とし、四季折々の花々や野菜を栽培していたという。また大の風呂好きだったといい、自宅では畠仕事と風呂焚きが日課だった。風呂に入ると必ず偉人たち（頼山陽『男児志を立てて郷関を出づ』など）の名言や節を口ずさみ、子供たちには「誠意ある行動は、いつの世も人の心を動かす」と云う自らの心情を伝えていたという[23]。
- 郷土の英雄・坂本龍馬や武市瑞山などの偉人を深く尊敬していた。
- 哲学や科学などをはじめとする教養学や人格を重んじ、物事を学ぶ時には物の真理から学ぶように家族には説いていた。
- 永野は教育分野に深い関心を持っており、時には兵士達の艦隊勤務での運動不足を解消するため、狭い艦内でも効率的に体を動かせるように（艦内は狭く、長期間勤務する兵士たちの運動不足が深刻だった）、スウェーデン体操やデンマーク体操などを参考に海軍体操を考案して導入した。これは教育家の小原國芳の影響を受けたものとされ、永野が連合艦隊司令長官の時、小原を旗艦陸奥に招待した際「君の体操が始まるよ」と述べたという。
- 1936年（昭和11年）、海軍大臣の時、ある殿下に陸軍を粛正しなければ国家遂に危かるべし、しかし陸軍の粛正は陛下御自身これを行わるる外は誰人にも不可能なりと申し上げたといい、もしこれが御詮議になっておれば、日本は今日の様な運命に陥ってはいないかと思う。残念なり。と回想している。
- 永野個人は軍人は極力政治に関わるべきでないと言う考えを持っており、高度な政治性を持ち得る海軍三顕職にあってもそれは変わらなかったという。
- 太平洋戦争を避けるために渡米し日米交渉に奔走した野村吉三郎（海兵26期）や戦争末期に昭和天皇に直接聖断を仰ぐよう鈴木貫太郎首相に働きかけ、終戦工作を実現した左近司政三（海兵28期）と親しかった。
- 永野も財部彪（海兵15期）や山梨勝之進（海兵25期）や野村吉三郎（海兵26期）と同様、小原國芳の良き理解者であり、支援者だった。永野は「どうみても勝ち目のない戦争である。ただひとつの道は、古今東西、世界一の教育をして魂を鍛えることによってのみ、大御心（「四方の海 みなはらからと 思ふ世に など波風の 立ちさわぐらん 」（四方の海にある国々は皆兄弟姉妹と思う世に なぜ波風が騒ぎ立てるのであろう））におこたえ申し上げる。一海軍少尉を養成するのに一万6千円（今の価値で1千6百万円）をかけとる。何十倍かかってもよい、ぜひ古今東西、世界第一の教育の話をしてくれ」と述べ、小原に協力を求めた。
- 永野は公明正大な人物と知られ、親類でも特別扱いはせず、親族は一般の兵士と同様、特攻隊（回天部隊）などに配属された。また、海軍内でも責任感が強くケジメを大切にする人物として知られ、極東国際軍事裁判（東京裁判）においても他の多くの被告達が自らの弁明をする中、一切を語らず、戦争を防止できなかった責任は自らにもあるとして敗戦の将らしく潔く裁判を受け入れたが、この永野の態度に感銘を受けたアメリカの将官が永野に賛辞を送ったエピソードが残されている。
- 太平洋戦争がはじまるとそれまで永野家内で使われていたパパ、ママなどの英語類を一切使うのを禁じたと永野の息女が証言している。
- 高知に帰省した際は必ず恩師の墓参りに行っていたという。

## 日米開戦
永野は1941年（昭和16年）9月3日、大本営政府連絡会議の冒頭で提案理由を次のように述べている。
9月6日の御前会議で『帝国国策遂行要領』が付議され採択された際、昭和天皇は杉山元の奉答を聞いて立腹した。その際、永野はたとえ話を交えて次のように発言し、天皇をなだめたとされる。吉田によれば永野のとっさのたとえ話は永野が海相であった時代から有名であったという。
天皇が「絶対に勝てるか？」と尋ねた際には
と答え、大阪の役に例えて
述べたという。
- 意味としては「大坂冬の陣」の際、強固な大坂城の防備に手を焼いた徳川家康が、豊臣氏に和睦を条件に大坂城の堀（外堀と内堀）を埋めさせた故事を例に述べたものとされる。これによって豊臣氏は平和を手にしたと喜び安心したが、その翌年の夏に再び徳川氏に攻められ、堀を失い無防備となった大坂城は意図も容易く落城し滅ぼされてしまった「大阪夏の陣」を例に、昭和天皇に同じ事態になることを注意したとされ、中途半端な態度で1、2年の平和を得たとしてもアメリカの戦争準備に協力するだけであり、逆に日本の石油の備蓄残量は減少し、満足に軍艦や航空機を動かせなくなる。そんな手も足も出ぬ不利な状況下となった時、再びアメリカが日本近海に軍艦を派遣し圧力をかけてきた時、再び戦おうとする国論が巻き起こることを恐れていた（加藤陽子『それでも、日本人は「戦争」を選んだ』新潮社より）。

この際、枢密院議長原嘉道その他から、「二年以後のことはわからないでは明瞭を欠く。何かもっと具体的に言えぬか」との指摘がなされたが、永野は同じ言葉を繰り返すのみであったと言う。亀井宏はこれを「韜晦するつもりはなく、彼独特の無駄をはぶいた簡潔な表現であって、当人としたらかけ値のないギリギリのところを明かしたつもりであったろう」と評した。
一方、大井篤は戦後、この発言について「わからぬ」という点が曖昧であり、「アイマイな言葉しかあの際使えなかったとしても、他の方法で「二年以後は（国内から石油が完全に無くなり戦うにも）負け戦になる」ことは説明すべきであった」と評した（ただし大井は御前会議の日付を9月8日としている）。
久保田芳雄は大戦に参加することに反対だった海軍がなぜ、陸軍に押し切られたのか疑問を持つ日本人が多いとした上で、永野から直接、所信を聞いた訳ではないが以下の通りの所信だったと聞いていると述べている。
海軍戦争検討会議記録によると当時の軍令部第一部長だった富岡定俊は、昭和43年2月、海上自衛隊幹部学校学生に対して講演を行った際、次のように述べたとされる。
また、永野修身の副官を務めた関口鉱造（海兵59期）によると以下のように証言している。
- 開戦の直前、永野修身は日本海軍のブレインとなっていた大学教授やその他の研究者を集め「戦争とは何か？」をテーマに研究を命じていたという。

吉田俊雄は、アメリカの国力を知るからこそ、その戦力が強大化しないうちにタイミングを見計らった行動をとるべきと考えていた旨を推測している。永野は渡米経験を含め海外勤務の経験が豊富であり、アメリカの底力を良く知っていたため、この種の強い開戦決意の姿勢は元来からのものではなく、亀井宏によれば1941年6月頃から表出してきたものであったという。吉田・亀井は、「バスに乗り遅れるな」といった言葉に代表される欧州の戦局と日独伊三国同盟などの国際関係、軍令部内の作戦課の意向と詳細な分析結果、陸軍との調整役として重宝された結果大陸での駐兵を譲らない陸軍強硬派の影響を受けていたとされる海軍省軍務局の石川信吾やドイツ駐在組（あるいは渡米経験のない高級士官全般）の報告、それらによる下からの突き上げなどが影響しており、奉答の際も部下の用意した書面を読み上げている際と、永野個人の意思で述べている際とではニュアンスが大きく違っていたこともあったと指摘する。また、国内での軍事革命への胎動を警戒していたと言う。
一方、鳥居民は永野の南仏印進駐における一連の言動は、陸軍による独ソ戦介入を避けようしたものであり、日本が二正面戦争という愚を冒そうとしたのを避けようして海軍省に一部同調したのではないかと推察している。あの時、仮に日本が独ソ戦に参戦した場合、日本は蒋介石政権とソ連を相手に戦いをしつつ、背後で緊張関係にある（戦争準備を進めている）アメリカと対峙せねばならなくなるが、6月の時点で蘭印との交渉は決裂しており、石油、鉄、アルミ、ゴム、航空燃料など、日本が必要とする物資の供給は完全に絶たれており、国内に残されていた限られた備蓄だけで先の見えない戦争をしなければならない事態に陥る上、イギリス支援を焦るアメリカは対独包囲網の形成のためにソ連との結びつきも強めており（レンドリース法を参照）、日本がドイツと共にソ連を挟撃した場合、三国同盟が発動されたと判断し（口実に）、唯一輸入することが許されていた物資である石油の供給をも絶ってきたり、石川信吾大佐が、松岡外相に対して指摘（「ソ連と戦争すれば、アメリカが出てこないと言うわけではないでしょう。支那事変をこのままにして戦争をすれば、アメリカが適当な時期をつかんで攻めてくるのは知れきったことです。海軍はアメリカに備えるだけで精一杯なのに、ソ連を相手にせよと言われてもできるものじゃありません。対ソ開戦などとバカげた話はしないで下さい」）してるように欧州戦線の状況次第では、アメリカの判断で戦を仕掛けてくる恐れがあった。その場合、日本の外交的立場は圧倒的に不利で、最早アメリカと外交交渉を継続できる余地はなく、石油の残量がなくなれば破局の道を辿るほかなかったという。実際、独ソ開戦以来、関東軍首脳部は日独伊三国同盟に基づき対ソ戦を強く主張し、関東軍特種演習（関特演）などを切っ掛けにドイツ軍と協力して東西からソ連軍を挟撃しようと考えていた。特に当時の陸軍はノモンハン事件の大敗や日華事変の泥沼化によって、国民の信頼を失いかけており、陸軍中堅層を中心に大戦果を望む声が強くあった上、陸軍の参戦を願う国民の声もあり、関東軍の挑発行動によって第二の盧溝橋事件・ノモンハン事件を通じて戦闘がはじまること警戒していたのではないかと推察している。陸軍参謀本部の計画では、8月29日前後を対ソ開戦日として設定し、極東のソ連軍がヨーロッパ戦線へ移送するのを見計らって、対ソ開戦に踏み込むというものであったが、特に、当時の陸軍内部では石原莞爾による満州事変以来、関東軍をはじめとする中間階級の人々が中心となって武勲を立てるために、全体を省みない独断専行が常道化し、後の政府及び大本営の政策に大きな影響を及ぼしていた。このことについて海軍反省会では陸軍自体が陸軍内を制御できなくなっていたと、当時の状況について振り返っている。
1941年8月3日には陸軍側の田中新一作戦部長と有末次二十班長らがソ連態度案を海軍側に提出したが、対ソ開戦等の文字を削除するように海軍が迫り、5日に妥結した。 同日には永野と同じ軍令部に所属していた高松宮宣仁親王が昭和天皇に対して「アメリカとの戦いは避けられない」と進言しており、なおも北進しようとする陸軍の動きを止めようとしたのではないかと鳥居民は推察している。高松宮日記には「結局南北どちらに進んでも結果は同じことで、北に行ってアメリカが黙っていれば良いがそうもいかない。北に行けば（日ソ戦争が勃発すれば）それ以上のことになる」という趣旨の文があるとし、日米交渉を続けられる見込みのある南を押したのではないかと推察している。南仏印進駐を許可するにあたり、軍令部は情報部長を現地に派遣し、米英の動向を調査させている。その調査結果は「進駐しても武力衝突は起こらない、石油禁輸はあるかもしれない」というものだった。しかし、このことが後に永野を縛り、陸軍首脳部の前で発言が出来なくなってしまったのではないかと推察している。つまり海軍が組織的に陸軍の北進を阻んだことが判明すれば陸海軍の対立が決定的となり、国防上問題となる。
さらに鳥居は、7月30日での永野の上奏は日華事変以来悪化の一途を辿っていた日米関係を改善させるための第一歩であり、三国同盟を解決して日米交渉をまとめない限り、難しい戦争をしなければならなくなることを昭和天皇に伝えることで、同盟問題を閣議に上げようにとしたのではないかと推察している。特に当時の欧州情勢は東西戦線ともドイツ軍が優勢で、米国はドイツ軍によるイギリス本土侵攻とソ連侵攻に神経を尖らせており、日本が同盟から脱して、世界大戦の渦から外れることで（陸軍の管理下にある支那駐兵問題に触れずに）日米関係を修復させる糸口を作ろうとしたのではないかと推察している。日米間で支那駐兵問題が取り上げられるようになるのは欧州情勢が一段落するずっと後だった。この上奏を受けて不安に感じた昭和天皇は、日米戦争を「捨て鉢の戦争」と呼び、閣議で同盟問題を取り上げようとした節があるが、木戸幸一内大臣が米国は日本の三国同盟締結を認めているとし、三国同盟を破棄しないようにと助言、さらに天皇の不安を無くすためにと召還された及川古志郎海軍大臣の助言によって無効化されてしまっている。鳥居は、及川海軍大臣も豊田副武と同様、永野の真意は知っていたが、当時の及川大臣は三国同盟締結の失態から極度に責任を負わされることを警戒しており、日頃から部下たちにも「下駄を履かされるな」と言明し、組織の機能が正常に機能をしなくなっていたと指摘している。更に及川大臣は大事な局面で辞職する際、引継ぎを一切行わずに辞職してしまい、後任の嶋田繁太郎海軍大臣は重要な局面で状況を十分に飲み込めないまま公務に就いたため、海軍大臣職が完全に機能不全に陥っていたことも指摘している。戦後出版された昭和天皇の言葉をまとめたとされる独白録にも、三国同盟と石油の関係、そして同盟を結んだことに対する後悔の念が綴られている。
開戦への経緯については「ナリユキ任せ」として、他の首脳部一同と同様に厳しく批判があるが、この問題について、『海軍反省会』においては、永野だけの問題ではなく、旧帝国海軍という組織全体の体質に問題があったという指摘もある。当時の日本海軍の伝統では、海軍大臣にある役職の者を除き、政治に干渉してはならないと厳しく教育を受けていた。日本海軍は「サイレント・ネイビー」を合言葉に、満州事変以来、長年に渡って陸軍の横暴を見て見ぬふりしてきたことが、その後の災いに繋がったと振り返っている。亀井宏は職務上永野以外の人物だったとしても統帥部の頂点にいた人物が、戦争に反対することは不可能であったと指摘する。
最終的に開戦を覚悟した原因については日本国内の事情だけではなく、アメリカ側も既に日米開戦を決意しており、アメリカ政府主導のもと日本本土への先制攻撃（空襲）を計画していた。また、戦争を敬遠していたというアメリカ国民の意見も開戦直前には変化しており、アメリカにいる野村吉三郎大使からアメリカ世論が対日戦争を支持する空気にある事との報告も受けていた（詳細は「ギャラップ (企業)#ギャラップによる主な調査」を参照）。「戦争発生と吾人の立場」によると永野自身も日本周辺でアメリカ側が飛行場の整備・航空兵力の増強を進めていた事実を察知しており、最終的に日本として自衛戦を覚悟する他なかったことが書かれているほか、海軍反省会などの一次資料によると、永野修身が大阪の役での徳川家康の行動（徳川家康が豊臣方に都合の良いことを言い、大阪城の外堀・内堀を埋めさせて丸裸になったところを攻め滅ぼした例）に例えているように、一、二年は平和は保たれるかもしれないが、アイオワ級戦艦4隻、 エセックス級空母10隻を基幹とする合計135万トンの新艦隊（戦備）が完成するタイミング＝日本の石油が枯渇するタイミングを見計らってから、アメリカ側がより高圧的になり、日本に攻めてくるのではないかと予測していた（黒船来航時のような砲艦外交を仕掛けられる事態になることを恐れていた）。日本海軍は、最悪な事態に陥るのを避け、日本が有利なうちに予防戦争に出て、講和あるいは停戦に持ち込もうとしたのではないかと広く考えられている。
- アメリカが企画していた日本への先制攻撃計画の概要（ABCニュース）

## 戦争発生と吾人の立場
家族に宛てた文書（戦争発生と吾人の立場）には「自衛戦」（太平洋戦争）を覚悟するまでの経緯が事細かに記されており（開戦までの日本国内の情勢と米国政府の態度など世界情勢についてくわしく分析されており）今次大戦の原因は日米双方にあると書かれている。

## 親族

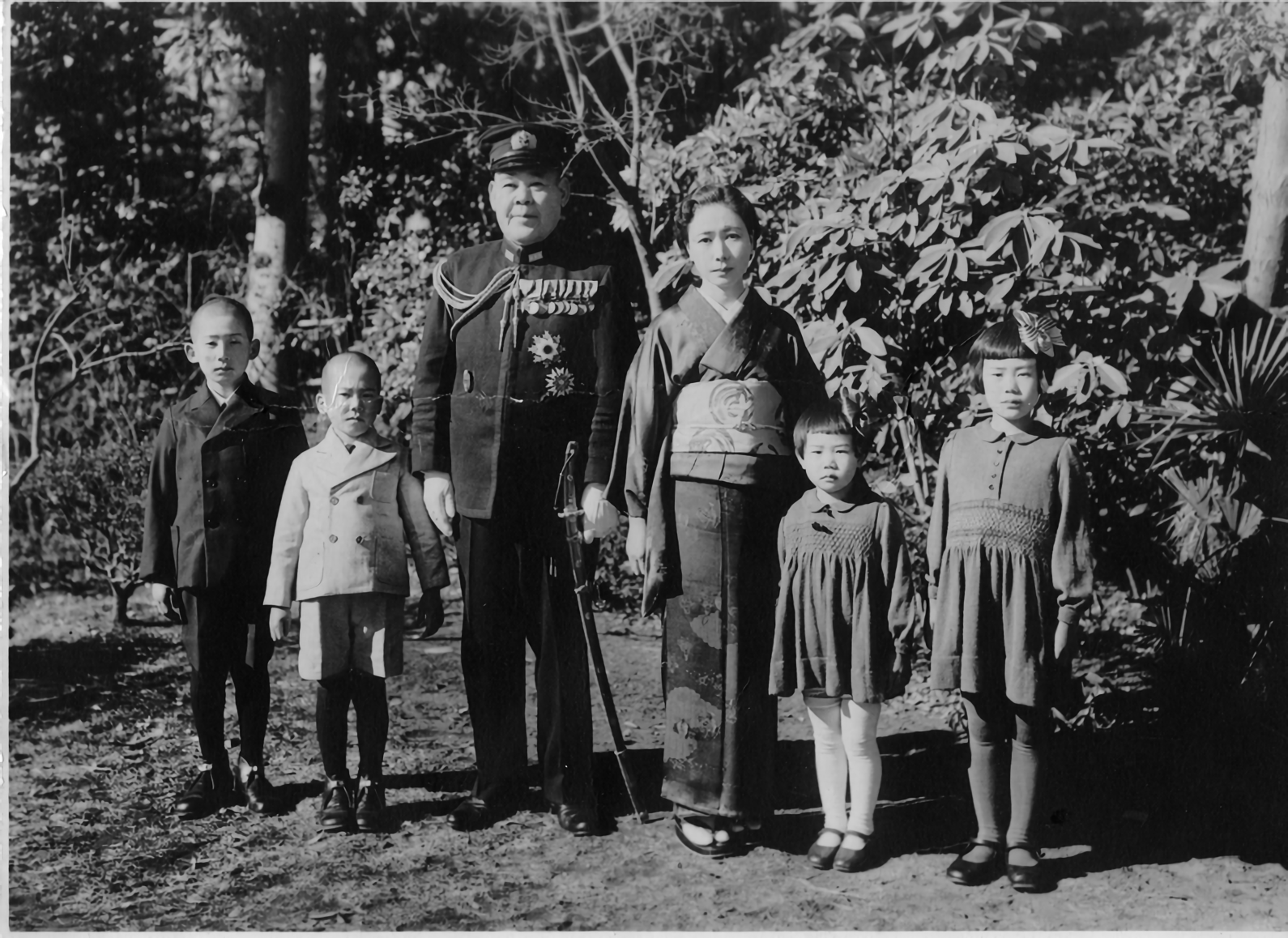
永野と親族（1940年頃）

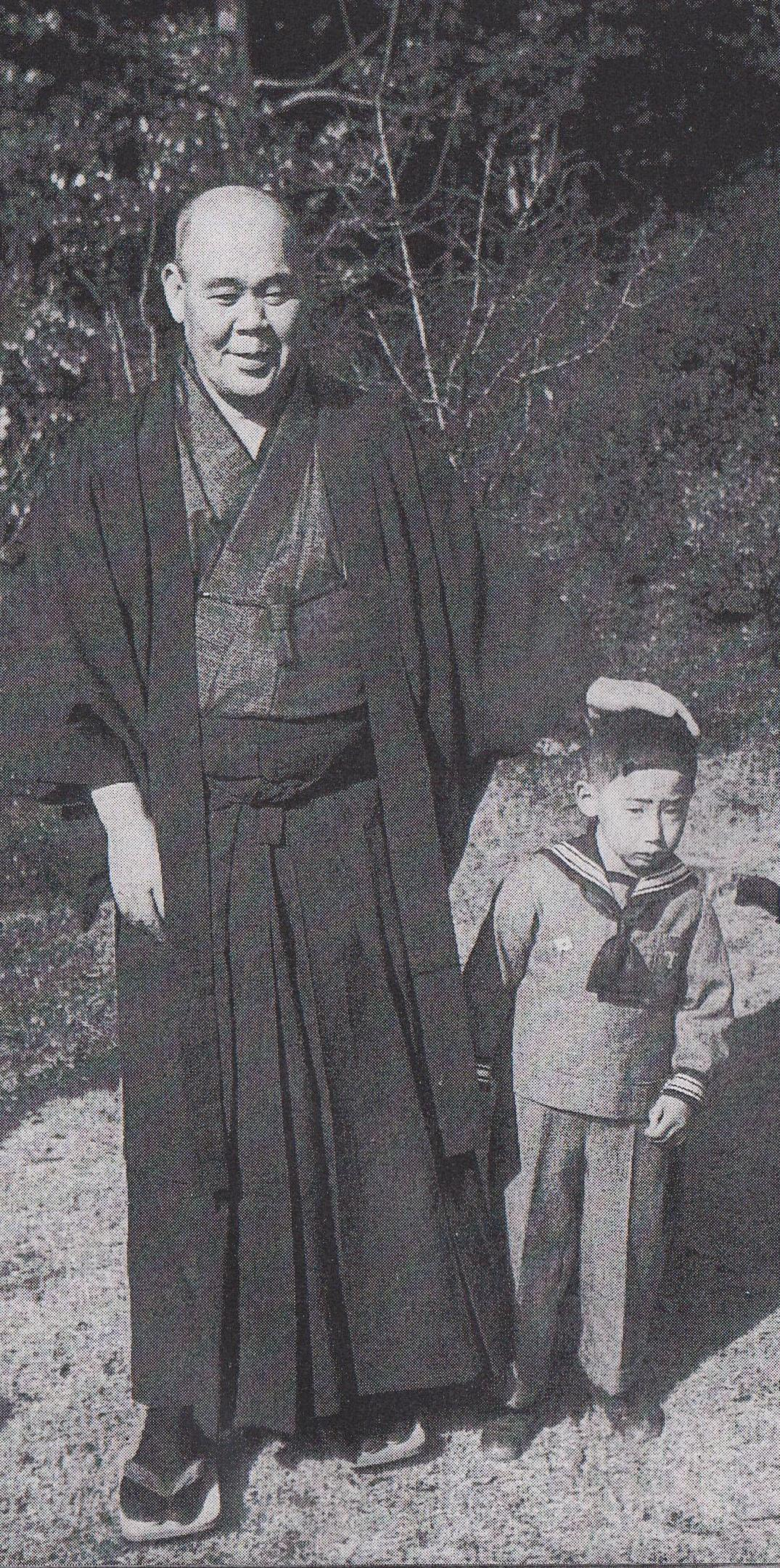
永野と三男・孝昭の写真

結婚は4回、戦後まで生存した子どもは5名である。4回目に結婚した京子夫人は永野の獄死直後に、脳出血により病没している。
私生活は家庭に恵まれず、次々と妻、子息を病気・空襲（1945年7月10日の仙台空襲）で亡くした。このことについて終戦時後、永野の妻が涙ながら「あなたは戦争に負けたことと孝昭を失ったことと、本当はどちらを残念に思っているのですか！」と問うと永野は「敗戦の方が悔しい」と涙して答えたという。
本人
- 戸籍上の表記（戦前）：永野脩身　　（戦後）：永野修身

祖父母
- 祖父：永野種次郎

親
- 父： 永野春吉（種次郎長男、戸籍上の表記：「土（つち）」に「口（くち）」）
- 母： 永野佐喜（元衆議院議員の田村元の曽祖叔母）
- 養父： 永野正路（永野春吉長男）

兄弟姉妹
- 長兄：永野正路（検事）
- 次兄：永野道里
- 三兄：永野敬長
- 妹　：永野國子（永野春吉孫、両親死亡のため母実家である永野春吉養女となる。のちに永野正路養女）

妻（結婚年順）
- 妻： 永野りつ（山崎家より嫁す。りつ初婚。死別。婚姻期間 1907年-1910年）
- 妻： 永野信子（國澤家より嫁す。信子初婚。死別。婚姻期間 1913年-1916年）
- 妻： 永野ユウ（三浦家より嫁す。ユウ初婚。死別。婚姻期間 1917年-1930年）
- 妻： 永野京子（岩屋家より嫁す。京子再々婚。婚姻期間 1931年-1947年  前夫・後藤恕作と死別後に再婚。婚姻時期より参考文献に登場する永野修身夫人とは永野京子のことである。）

子
京子の病死後は、次男・誠、四女・美紗子、五女・紗貴子の遺児三人は高知市から最も信頼する身内、岩谷氏がいる仙台市に移住。三女・寿子は結婚して福島市に在住、長男・浩は東京の家を守った。
- 長女： 永野田鶴子（たづこ）母：りつ 1909年-1925年（粟粒結核で死亡）
- 次女： 永野侯子（きみこ）母：信子 1916年-1916年（生後半年で死亡）
- 三女： 永野寿子 母：ユウ 1918年-1978年 
夫は福島県福島市長を務めた二宮哲三の長男で、公認会計士の二宮威重[29][30][31]。
- 長男： 永野浩 母：ユウ 1919年-1998年
- （男子） 母：ユウ 1930年-1930年（出産時母子ともに死亡・入籍せず）
- 次男： 永野誠 母：京子 1933年-
- 四女： 永野美紗子 母：京子 1934年-
- 三男： 永野孝昭 母：京子 1937年-1945年（仙台空襲で死亡）
- 五女： 永野紗貴子 母：京子 1939年-

## 年譜
- 1900年（明治33年）12月13日 - 海軍兵学校卒業（28期）。同期に、左近司政三。
- 1902年（明治35年）1月18日 - 海軍少尉に任官。
- 1903年（明治36年）9月26日 - 海軍中尉に進級。
- 1905年（明治38年）1月12日 - 海軍大尉に進級。
- 1909年（明治42年）5月25日 - 海大甲種学生
- 1910年（明治43年）12月1日 - 海軍少佐に進級。
- 1913年（大正2年）1月10日 - アメリカ駐在（ハーバード大学留学）。
- 1914年（大正3年）12月1日 - 海軍中佐に進級。
- 1915年（大正4年）5月 - 日進副長。
- 1918年（大正7年）10月1日 - 海軍大佐に進級。海軍省人事局第一課長。
- 1919年（大正8年）11月1日 - 防護巡洋艦平戸艦長。
- 1920年（大正9年）12月1日 - 在アメリカ合衆国大使館付武官。
- 1921年（大正10年）10月7日 - ワシントン会議全権随員。
- 1923年（大正12年）12月1日 - 海軍少将に進級。
- 1924年（大正13年）
  - 2月5日 - 海軍軍令部第三班長
  - 12月1日 - 第三戦隊司令官
- 1925年（大正14年）4月20日 - 第一遣外艦隊司令官
- 1926年（大正15年） - 軍令部出仕
- 1927年（昭和2年）
  - 2月1日 - 練習艦隊司令官
  - 12月1日 - 海軍中将に進級。
- 1928年（昭和3年）12月10日 - 海軍兵学校長。
- 1930年（昭和5年）6月10日 - 軍令部次長。軍令部長は谷口尚真大将。
- 1931年（昭和6年）12月9日 - ジュネーブ会議全権。
- 1933年（昭和8年）11月15日 - 横須賀鎮守府司令長官。
- 1934年（昭和9年）
  - 3月1日 - 海軍大将に進級。
  - 11月15日 - 軍事参議官
- 1935年（昭和10年）11月4日 - ロンドン会議全権。
- 1936年（昭和11年）3月9日 - 海軍大臣を拝命。
- 1937年（昭和12年）2月2日 - 連合艦隊司令長官 兼 第一艦隊司令長官。
- 1941年（昭和16年）4月9日 - 軍令部総長。
- 1943年（昭和18年）6月21日 - 元帥。
- 1944年（昭和19年）2月21日 - 軍令部総長辞職。

## 栄典
位階
- 1902年（明治35年）4月11日 - 正八位[32][33]
- 1903年（明治36年）12月19日 - 従七位[32][34]
- 1905年（明治38年）2月14日 - 正七位[32][35]
- 1910年（明治43年）3月22日 - 従六位[32][36]
- 1915年（大正4年）2月10日 - 正六位[32][37]
- 1919年（大正8年）1月10日 - 従五位[32][38]
- 1924年（大正13年）1月21日 - 正五位[32][39]
- 1927年（昭和2年）12月28日 - 従四位[32][40]
- 1933年（昭和8年）2月1日 - 正四位[32][41]
- 1935年（昭和10年）2月15日 - 従三位[32][42]
- 1938年（昭和13年）3月1日 - 正三位[32][43]
- 1943年（昭和18年）3月15日 - 従二位[32]

階級
- 1943年（昭和18年）6月21日 - 元帥[44]

勲章等
| 受章年                     | 略綬 | 勲章名                       | 備考 |
| -------------------------- | ---- | ---------------------------- | ---- |
| 1900年（明治33年）12月13日 |      | 望遠鏡一個                   |      |
| 1906年（明治39年）4月1日   |      | 勲五等双光旭日章             |      |
| 1906年（明治39年）4月1日   |      | 功五級金鵄勲章               |      |
| 1906年（明治39年）4月1日   |      | 明治三十七八年従軍記章       |      |
| 1913年（大正2年）5月31日   |      | 勲四等瑞宝章                 |      |
| 1915年（大正4年）11月7日   |      | 勲三等瑞宝章                 |      |
| 1915年（大正4年）11月7日   |      | 大正三四年従軍記章           |      |
| 1920年（大正9年）11月1日   |      | 旭日中綬章                   |      |
| 1924年（大正13年）5月31日  |      | 金杯一個                     |      |
| 1925年（大正14年）9月16日  |      | 勲二等瑞宝章                 |      |
| 1933年（昭和8年）3月23日   |      | 勲一等瑞宝章                 |      |
| 1934年（昭和9年）4月29日   |      | 旭日大綬章                   |      |
| 1934年（昭和9年）4月29日   |      | 昭和六年乃至九年事変従軍記章 |      |
| 1938年（昭和13年）11月2日  |      | 銀杯一組                     |      |

外国勲章佩用允許
| 受章年                     | 国籍     | 略綬 | 勲章名                 | 備考 |
| -------------------------- | -------- | ---- | ---------------------- | ---- |
| 1937年（昭和12年）11月22日 | ドイツ国 |      | ドイツ鷲大十字勲章     |      |
| 1939年（昭和14年）11月21日 | タイ王国 |      | 白象勲一等大十字騎士章 |      |